# Celidomphax analiplaga
Celidomphax analiplaga är en fjärilsart som beskrevs av W. Warren 1905. Celidomphax analiplaga ingår i släktet Celidomphax och familjen mätare. Inga underarter finns listade i Catalogue of Life.